# Lista de reis dos pictos

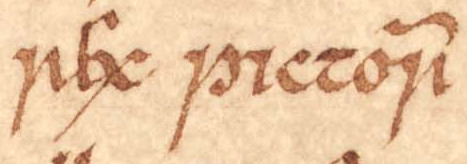
Texto lendo Rex Pictorum no MS Rawlinson B 489 (Anais de Ulster)

A lista de reis dos pictos é baseada nas listas de reis da Crônica dos Pictos. Estes são documentos antigos e não registram as datas em que os reis reinaram. As várias listas sobreviventes discordam de lugares bem como dos nomes dos reis, e da duração de seus reinados. Uma grande parte dessas listas, não reproduzida aqui, pertence à mitologia escocesa ou à irlandesa. As últimas partes das listas podem ser largamente reconciliadas com outras fontes.

## Reis pictos
Os reis pictos governaram no norte e no leste da Escócia. Em 843 a tradição registra a substituição do reino picto pelo Reino de Alba, embora os anais irlandeses continuem a usar pictos e fortriu por ainda mais meio século após 843. Provavelmente, as listas de reis foram compiladas no início do século VIII, possivelmente em 724, colocando-os nos reinados dos filhos de Der-Ilei, Bridei e Nechtan
Os anais irlandeses (os Anais de Ulster, Anais de Inisfallen) referem-se a alguns reis como rei de Fortriu ou rei de Alba. Provavelmente os reis listados representem os mais poderosos reis dos pictos, pelo menos desde o tempo de Bridei, filho de Maelchon em diante. Além desses grandes reis, existiram muitos reis vassalos, menos poderosos, dos quais apenas alguns poucos são conhecidos a partir do registro histórico.
Os reis míticos dos pictos estão listados no Lebor Bretnach', que relata as origens dos cruthin. A lista começa com Cruthin, filho de Cing, que é considerado o "pai dos pictos". O registro da Crônica dos Pictos se divide em quatro listas de nomes:
- A primeira é uma lista dos filhos de Cruthin.
- A segunda é uma lista dos primeiros reis sem informações que possibilitem distinguir as diferentes datas.
- A terceira é outra lista dos primeiros reis sem nenhuma história, nem datas, todos eles possuindo dois nomes que começam com "Brude". É possível que "Brude" seja um título antigo para "rei" de outra fonte, que foi mal interpretado como um nome pelo compilador (cf. Skene p.cv).
- A quarta é uma lista de reis posteriores àqueles. O primeiro destes a ser atestado em uma fonte independente é Galam Cennalath.

As datas indicadas aqui foram extraídas de fontes primitivas, salvo indicação em contrário. As relações entre os reis são menos do que certas e dependem de leituras modernas das fontes.

## Nomes
A ortografia é problemática. Cinioch, Ciniod e Cináed, todos representam ancestrais do nome moderno anglicizado de Kenneth. O picto "uu", às vezes impresso como "w" corresponde ao "f" gaélico, de modo que Uuredach é o gaélico Feredach e Uurguist, o gaélico Fergus, ou talvez Forgus. Como mostra a inscrição na Cruz Dupplin, a ideia de que as fontes irlandesas gaelicizaram nomes píctos pode não ser totalmente precisa.

## Reis dos Pictos
A cor indica grupos de reis supostamente relacionados.

### Primeiros reis
| Reinado | Governante         | Outros nomes                                                            | Família                                       | Observações |
| ------- | ------------------ | ----------------------------------------------------------------------- | --------------------------------------------- | --- |
| 311-341 | Vipoig             |                                                                         |                                               | Reinou por 30 anos |
| 341–345 | Canutulachama      |                                                                         |                                               | Reinou por 4 anos |
| 345–347 | Uradech            |                                                                         |                                               | Reinou por 2 anos |
| 347–387 | Gartnait II        |                                                                         |                                               | Reinou por 40 anos |
| 387–412 | Talorc mac Achiuir |                                                                         |                                               | Reinou por 25 anos |
| 412–452 | Drest I            | Drest, filho de Erp                                                     |                                               | Primeiro rei da lista da Crônica dos Pictos cujo reinado inclui um sincronismo (a chegada de São Patrício à Irlanda, "governou cem anos e travou uma centena de batalhas"                                                                            |
| 452–456 | Talorc I           | Talorc filho de Aniel                                                   |                                               | Uma entrada nas listas de reis; reinou 2 ou 4 anos |
| 456–480 | Nechtan I          | Nechtan, filho de Uuirp (ou Erip), Nechtan, o Grande, Nechtan Celcamoth | Possivelmente um irmão de Drest, filho de Erp | A fundação do mosteiro em Abernethy é atribuída a este rei, uma informação quase que certamente falsa. Um nome semelhante nehhtton(s) foi encontrado na pedra de Lunnasting; um decifrador que sugeriu que ela contém a frase "o vassalo de Nehtonn" |
| 480–510 | Drest II           | Drest Gurthinmoch (ou Gocinecht)                                        |                                               | Uma entrada nas listas de reis; reinou 30 anos |
| 510–522 | Galan              | Galan Erilich ou Galany                                                 |                                               | Uma entrada nas listas de reis |
| 522–530 | Drest III          | Drest filho de Uudrost (ou Hudrossig)                                   |                                               | Uma entrada nas listas de reis |
| 522–531 | Drest IV           | Drest filho de Girom (ou Gurum)                                         |                                               | Uma entrada nas listas de reis |
| 531–537 | Gartnait I         | Garthnac filho de Girom, Ganat filho de Gigurum                         |                                               | Uma entrada nas listas de reis |
| 537–538 | Cailtram           | Cailtram filho de Girom, Kelturan filho de Gigurum                      | Irmão do Gartnait anterior                    | Uma entrada nas listas de reis |
| 538–549 | Talorc II          | Talorc filho de Murtolic, Tolorg filho de Mordeleg                      |                                               | Uma entrada nas listas de reis |
| 549–550 | Drest V            | Drest filho de Manath, Drest filho de Munait                            |                                               | Uma entrada nas listas de reis |

### Primeiros reis históricos
O primeiro rei que aparece em várias fontes primitivas é Bridei, filho de Maelchon, e os reis do final do século VI em diante podem ser considerados históricos, já que suas mortes são geralmente relatadas em fontes irlandesas.
| Reinado | Governante   | Outros nomes                                         | Família                         | Observações |
| ------- | ------------ | ---------------------------------------------------- | ------------------------------- | --- |
| 550–555 | Galam        | Galam Cennalath                                      |                                 | A morte de "Cennalaph, rei dos Pictos" é registrada, pode ter governado em conjunto com Bridei, filho de Maelchon                                            |
| 554–584 | Bridei I     | Bridei filho de Maelchon Brude filho de Melcho       |                                 | Sua morte e outras atividades são registradas, ele é citado por Adomnano em Vida de São Columba; o primeiro rei picto a ser mais do que um nome em uma lista |
| 584–595 | Gartnait II  | Gartnait filho de Domelch, Gernard filho de Dompneth |                                 | |
| 595–616 | Nechtan II   | Nechtan neto de Uerb Nechtan, filho de Cano          |                                 | Seu reinado é colocado na época do Papa Bonifácio IV |
| 616–631 | Cinioch      | Cinioch filho de Lutrin Kinet filho de Luthren       |                                 | |
| 631–635 | Gartnait III | Gartnait filho de Uuid                               | filho de Gwid filho de Peithon? | |
| 635–641 | Bridei II    | Bridei filho de Uuid ou filho de Fochle              | filho de Gwid filho de Peithon? | |
| 641–653 | Talorc III   | Talorc filho de Uuid ou filho de Foth                | filho de Gwid filho de Peithon? | |
| 653–657 | Talorgan I   | Talorgan filho de Eanfrith                           | filho de Eanfrith da Bernícia   | |
| 657–663 | Gartnait IV  | Gartnait filho de Donnel ou filho de Dúngal          |                                 | |
| 663–672 | Drest VI     | Drest filho de Donnel ou filho de Dúngal             |                                 | |

### Reis históricos posteriores
| Reinado | Governante             | Outros nomes                                 | Família | Observações |
| ------- | ---------------------- | -------------------------------------------- | --- | --- |
| 672–693 | Bridei III             | Bridei filho de Bili                         | Filho de Beli I de Alt Clut filho de Nechtan II                                                                                   | Em guerra com os escotos em 683. Derrotou Egfrido da Nortúmbria na Batalha de Dunnichen em 685.                                                                              |
| 693–697 | Taran                  | Taran filho de Ainftech                      | Possivelmente um meio-irmão uterino de Bridei e Nechtan mac Der-Ilei                                                              | |
| 697–706 | Bridei IV              | Bridei filho de Der-Ilei                     | Irmão de Nechtan, Cenél Comgaill                                                                                                  | Filho de Der-Ilei, uma princesa picta, e Dargart mac Finguine, um membro do Cenél Comgaill de Dál Riata                                                                      |
| 706–724 | Nechtan III            | Nechtan filho de Der-Ilei                    | Irmão de Bridei, Cenél Comgaill                                                                                                   | Adotou a datação romana da Páscoa c. 712, um notável fundador de igrejas e mosteiros                                                                                         |
| 724–726 | Drest VII              | Drust                                        | Talvez filho de um meio-irmão de Nechtan e Bridei. Possivelmente de Cenél nGabráin de Atholl ['Nova Irlanda'] (T.O. Clancy, 2004) | Sucedido Nechtan, preso em 726, pode ter sido deposto naquele ano por Alpín                                                                                                  |
| 726–728 | Alpín I                | Alpin mac Echach                             | Possivelmente de Cenél nGabráin (M.O. Anderson, 1973)                                                                             | Provavelmente um cogovernante com Drest. Também Rei de Dal Riata, AT726.4 "Dungal foi removido do governo, e Drust do governo dos pictos removido, e Elphin reina por eles." |
| 728–729 | Nechtan III restaurado | Nechtan filho de Der-Ilei, segundo reinado   | Cenél Comgaill | Foi sugerido que Óengus derrotou o inimigo de Nechtan em 729, e Nechtan continuou a governar até 732.                                                                        |
| 729–761 | Óengus I               | Onuist filho de Vurguist                     | Reivindicado como um parente pelos Eóganachta                                                                                     | |
| 736–750 | Talorcan II            | Talorcan filho de Fergus                     | Irmão de Óengus | Morto em batalha contra os bretões de Alt Clut |
| 761–763 | Bridei V               | Bridei filho de Fergus                       | Irmão de Onuist | Rei de Fortriu |
| 763–775 | Ciniod I               | Ciniod filho de Uuredach, Cinadhon           | Às vezes pensado ser um neto de Selbach mac Ferchair e, portanto, de Cenél Loairn                                                 | Asilo concedido ao rei deposto Alhred da Nortúmbria |
| 775–778 | Alpín II               | Alpin filho de Uuroid                        | | Morte relatada como Eilpín, rei dos saxões, mas isso é considerado um erro                                                                                                   |
| 778–782 | Talorc II              | Talorc filho de Drest                        | | Morte relatada nos Anais do Ulster |
| 782–783 | Drest VIII             | Drest filho de Talorgan                      | Filho do anterior Talorgan ou de Talorgan, irmão de Óengus                                                                        | |
| 783–785 | Talorc III             | Talorgan filho de Onuist, também Dub Tholarg | Filho de Óengus | |
| 785–789 | Conall                 | Conall filho de Tarla (ou de Tadg)           | | Talvez antes um rei em Dál Riata |
| 789–820 | Caustantín             | Caustantín filho de Fergus                   | Neto ou sobrinho-neto de Onuist ou talvez filho de Fergus mac Echdach                                                             | Seu filho Domnall pode ter sido rei de Dál Riata |
| 820–834 | Óengus II              | Óengus filho de Fergus                       | Irmão de Caustantín | |
| 834–837 | Drest IX               | Drest filho de Caustantín                    | Filho de Caustantín | |
| 834–837 | Talorc IV              | Talorcan filho de Wthoil                     | | |
| 837–839 | Eógan                  | Eógan filho de Óengus                        | Filho de Óengus, seus irmãos eram Nechtan e Finguine.                                                                             | Morto em 839 com seu irmão Bran na batalha contra os vikings; isso levou a uma década de conflito                                                                            |

### Reis dos Pictos 839–848 (não sucessivamente)
As mortes de Eógan e Bran parece ter levado a um grande número de concorrentes para o trono dos pictos.
| Reinado                     | Governante | Outros nomes                                                | Família                                                                              | Observações                                                                                              |
| --------------------------- | ---------- | ----------------------------------------------------------- | ------------------------------------------------------------------------------------ | --- |
| 839–842                     | Uurad      | Uurad filho de Bargoit                                      | Desconhecido                                                                         | Disse ter reinado por três anos, provavelmente nomeado na Pedra Drosten                                  |
| 842–843                     | Bridei VI  | Bridei filho de Uurad                                       | Possivelmente o filho do rei anterior                                                | Diz-se ter reinado um ano                                                                                |
| 843                         | Ciniod II  | Kenneth filho de Ferath                                     | Possivelmente o irmão do rei anterior                                                | Diz-se que reinou um ano em algumas listas                                                               |
| 843–845                     | Bridei VII | Brudei filho de Uuthoi                                      | Desconhecido                                                                         | Diz-se que reinou dois anos em algumas listas                                                            |
| 845–848                     | Drest X    | Drest filho de Uurad                                        | Como filhos anteriores de Uurad                                                      | Diz-se ter reinado três anos em algumas listas; o mito da traição de MacAlpin chama o rei picto de Drest |
| 848– 13 de fevereiro de 858 | Cináed     | Ciniod filho de Elphin, Cináed mac Ailpín, Kenneth MacAlpin | Desconhecido, mas seus descendentes o tornaram membro do Cenél nGabráin de Dál Riata | |

### Reis dos Pictos, tradicionalmente considerados como Rei da Escócia
Cináed mac Ailpín derrotou os reis rivais, em aproximadamente 845–848. É tradicionalmente considerado o primeiro "Rei dos Escoceses", ou dos "Pictos e Escoceses", alegadamente tendo conquistado os pictos como um gael, que é transformar a história de trás para a frente, como a maioria dos estudiosos modernos apontam, ele foi realmente 'Rei dos Pictos', e os termos 'Rei de Alba' e até mesmo mais tarde 'Rei dos Escoceses', 'Rei da Escócia', não foram utilizados até várias gerações depois dele.
| Reinado                         | Governante | Outros nomes                                                                              | Família                                                                              | Observações |
| ------------------------------- | ---------- | ----------------------------------------------------------------------------------------- | ------------------------------------------------------------------------------------ | --- |
| Morto em 13 de fevereiro de 858 | Cináed     | Ciniod filho de Elphin Cináed mac Ailpín Coinneach mac Ailpein Kenneth MacAlpin Kenneth I | Desconhecido, mas seus descendentes o tornaram membro do Cenél nGabráin de Dál Riata | |
| Morto em 862                    | Domnall    | Domnall mac Ailpín Dòmhnall mac Ailpein Donald MacAlpin Donaldo I                         | Irmão de Cináed                                                                      | |
| Morto em 877                    | Causantín  | Causantín mac Cináeda Còiseam mac Choinnich Constantín mac Cináeda Constantino I          | Filho de Cináed                                                                      | |
| Morto em 878                    | Áed        | Áed mac Cináeda Aodh mac Choinnich Aedth Edus                                             | Filho de Cináed                                                                      | |
| Deposto em 889?                 | Eochaid    |                                                                                           | Filho de Rhun ap Arthgal, e neto materno de Cináed                                   | Associado com Giric. Poderia ter compartilhado a realeza com Giric, seja como um parceiro igual ou adversário. Também poderia ter reinado como Rei de Strathclyde |
| Deposto em 889?                 | Giric      | Giric mac Dúngail Griogair mac Dhunghail "Mac Rath" ("Filho da Fortuna")                  | Filho da filha de Cináed?                                                            | Associado com Eochaid |
| Morto em 900                    | Domnall    | Domnall mac Causantín Dòmhnall mac Chòiseim Donaldo II "Dásachtach" ("O Louco")           | Filho de Causantín mac Cináeda                                                       | Último a ser chamado de "rei dos pictos" |

### Rei de Alba
| Reinado                      | Governante | Outros nomes                                        | Família                  | Observação                                                                   |
| ---------------------------- | ---------- | --------------------------------------------------- | ------------------------ | ---------------------------------------------------------------------------- |
| Abdicou em 943, morto em 952 | Causantín  | Causantín mac Áeda Còiseam mac Aoidh Constantino II | Filho de Áed mac Cináeda | Primeiro rei de Alba, o reino que mais tarde ficou conhecido como "Escócia". |

## Leituras adicionais
- James E. Fraser, The New Edinburgh History of Scotland Vol. 1  – From Caledonia to Pictland, Edinburgh University Press (2009) ISBN 978-0-7486-1232-1
- Alex Woolf, The New Edinburgh History of Scotland Vol. 2  – From Pictland to Alba, Edinburgh University Press, (2007) ISBN 978-0-7486-1234-5